# Ingratitude of Liz Taylor
Ingratitude of Liz Taylor est un film muet américain réalisé par Edward LeSaint et sorti en 1915.

## Fiche technique
- Réalisation : Edward LeSaint
- Scénario : Maibelle Heikes Justice
- Production : William Nicholas Selig
- Date de sortie : États-Unis : 10 mai 1915

## Distribution
- Guy Oliver : Ben Bradshaw
- Vivian Reed : Liz Taylor
- Roland Sharp : Jimmie O'Meara
- Eugenie Besserer
- Roy Clark